# Itagaki
Itagaki was een Japans bedrijf dat in 1954 begon met de productie van hulpmotoren van 50- en 60 cc.
In 1959 bouwde men de lichte 125cc-motorfiets Sunlight Royal. Later volgde de Sunlight Queen, die met uitzondering van het open brugframe vrijwel gelijk was aan de Royal. In 1960 werd hier een 79cc-model van afgeleid, met een automatische koppeling en zonder versnellingen.
Waarschijnlijk is er een relatie met Fuji Kikai, en misschien gaat het wel om hetzelfde bedrijf.